# Denise Dowse
Denise Yvonne Dowse (Honolulu, 21 febbraio 1958 – 13 agosto 2022) è stata un'attrice statunitense.

## Filmografia parziale

### Attrice
Cinema
- I signori della truffa (Sneakers), regia di Phil Alden Robinson (1992)
- Tonto + tonto (Bio-Dome), regia di Jason Bloom (1996)
- Starship Troopers - Fanteria dello spazio (Starship Troopers), regia di Paul Verhoeven (1997)
- Pleasantville, regia di Gary Ross (1998)
- A Civil Action, regia di Steven Zaillian (1998)
- Un poliziotto a 4 zampe 2 (K-911), regia di Charles T. Kanganis (1999)
- Requiem for a Dream, regia di Darren Aronofsky (2000)
- Il dottor Dolittle 2 (Dr. Dolittle 2), regia di Steve Carr (2001)
- The Seat Filler, regia di Nick Castle (2004)
- Eulogy, regia di Michael Clancy (2004)
- Ray, regia di Taylor Hackford (2004)
- Coach Carter, regia di Thomas Carter (2005)
- Indovina chi (Guess Who), regia di Kevin Rodney Sullivan (2005)
- Reign Over Me, regia di Mike Binder (2007)
- Soccer Girl - Un sogno in gioco (Her Best Move), regia di Norm Hunter (2007)
- Fly Away, regia di Janet Grillo (2011)
- The Call, regia di Brad Anderson (2013)
- Tutto ciò che voglio (Please Stand By), regia di Ben Lewin (2017)
- Loners, regia di Eryc Tramonn (2019)
- Fatale - Doppio inganno (Fatale), regia di Deon Taylor (2020)

Televisione
- California Dreams - 2 episodi (1993)
- Voglia di potere (The Enemy Within) - film TV (1994)
- Identikit nel buio (Sketch Artist II: Hands That See) - film TV (1995)
- L'ultima lezione del professor Griffin (Killing Mr. Griffin) - film TV (1997)
- Beverly Hills 90210 (Beverly Hills, 90210) - 24 episodi (1990-2000)
- Rocket Power - E la sfida continua... (Rocket Power) - 7 episodi (2000-2004) - doppiatrice
- The Guardian - 32 episodi (2001-2004)
- Streghe (Charmed) - 3 episodi (2005-2006)
- Shark - Giustizia a tutti i costi (Shark) - 3 episodi (2007)
- Criminal Minds - 2 episodi (2011-2012)
- Secrets and Lies - 9 episodi (2015)
- Castle – serie TV, episodio 8x10 (2016)
- Murder in the First - 3 episodi (2016)
- Imposters - 10 episodi (2017-2018)
- Good Trouble - 4 episodi (2019)
- Insecure - 6 episodi (2017-2020)
- Snowfall - 2 episodi (2019, 2021)

### Regista
- Remember Me: The Mahalia Jackson Story (2022)

## Doppiatrici italiane
Nelle versioni in italiano delle opere in cui ha recitato, Denise Dowse è stata doppiata da:
- Rita Savagnone in Criminal Minds, The Mentalist
- Valeria Perilli in The Resident, Stumptown
- Isabella Pasanisi in Dr. House - Medical Division
- Stefania Romagnoli in X-Files
- Alessandra Cassioli in Grey's Anatomy
- Aurora Cancian in Detective Monk
- Antonella Giannini in Castle
- Anna Rita Pasanisi in Snowfall